# Nowhere Generation
Nowhere Generation ist das neunte Studioalbum der amerikanischen Punkrockband Rise Against, das am 4. Juni 2021 bei Loma Vista Recordings veröffentlicht wurde. Es ist das erste Album der Band seit vier Jahren und dient als Nachfolger von Wolves aus dem Jahr 2017. Für das Album wurden vier Singles veröffentlicht: „Broken Dreams, Inc“, „Nowhere Generation“, „The Numbers“ und „Talking to Ourselves“. Das Album wurde von Bill Stevenson, Jason Livermore, Andrew Berlin und Chris Beeble produziert. Die gleichnamige Single des Albums wurde am 18. März 2021 veröffentlicht und das Album wurde an diesem Tag angekündigt.

## Hintergrund und Produktion
Nach Abschluss des Tourzyklus für das Album Wolves 2017 und der Veröffentlichung ihres Akustikalbums The Ghost Note Symphonies, Vol. 1, verriet Frontmann Tim McIlrath in einem Interview mit Kerrang im Mai 2019, dass die Band neue Musik schrieb, aber dass sie eine entspanntere Herangehensweise an den Schreibprozess anwenden würden. „… wir werden die Platte veröffentlichen, wenn sie fertig ist, und nicht versuchen, eine Frist einzuhalten.“
Am Ende der Aufnahmesitzungen für Nowhere Generation hatte die Band sechzehn Songs aufgenommen, aber fünf davon wurden letztendlich für die 2022er EP der Band, Nowhere Generation II, verwendet, um nicht zu viele Songs auf dem Album zu haben.
Nach der Ankündigung des Albums im März 2021 skizzierte die Band die Themen und Botschaften hinter dem Album in einer Pressemitteilung und erklärte: „Heute gibt es das Versprechen des amerikanischen Traums, und dann gibt es die Realität des amerikanischen Traums. Amerikas ‚historische‘ Norm", dass die nächste Generation besser dran sein wird als die vorherige, wurde durch eine Ära sozialer, wirtschaftlicher und politischer Masseninstabilität und eines Ausverkaufs der Mittelschicht verringert. […] Wenn die Privilegierten die Erfolgsleiter erklimmen und sie dann von oben verbrennen, ist Disruption die einzige Antwort.“
Nowhere Generation sah, wie die Band im „Blasting Room“ erneut mit den langjährigen Produzenten Bill Stevenson und Jason Livermore zusammenarbeitete, wobei Bassist Joe Principe Stevenson als ihre „nicht ganz so geheime Waffe“ bezeichnete, der „geholfen hatte, die Band zu formen; er versteht, was wir tun wollen, und wird mit uns gehen, wenn wir über den Tellerrand schauen. Er ist der perfekte Produzent für den Musikstil, den wir spielen, weil er eine wahnsinnige Pop-Sensibilität und auch die Hardcore-Seite an sich hat.“ Neben Stevenson und Livermore arbeitete die Band auf dem Album auch mit den anderen Blasting-Room-Produzenten Andrew Berlin und Chris Beeble zusammen.

## Veröffentlichung und Promotion
Am 23. Februar 2021 begann die Band, kryptische Videos über ihre Social-Media-Konten zu veröffentlichen, um ihr Publikum zu ermutigen, zu ihrer Website zu gehen, die mit einer neuen Ästhetik aktualisiert worden war. Sie posteten weiter bis zum 18. März 2021, als sie das neue Album mit einem Veröffentlichungsdatum am 4. Juni zusammen mit der gleichnamigen Lead-Single und ihrem Musikvideo ankündigten. Es wurde auch bestätigt, dass „Broken Dreams, Inc“, ein Titel, der ursprünglich als Teil des Dark-Nights-Death-Metal-Soundtracks am 16. September 2020 veröffentlicht wurde, auch auf dem Album enthalten sein würde. Tim McIlrath diskutierte mit Wall of Sound über die Aufnahme der Band in den Soundtrack und verglich sein Songwriting mit dem der Storytelling-Verleger und -Autoren des Comics. Das Album wurde vor der Veröffentlichung von zwei weiteren Singles unterstützt; „The Numbers“ und „Talking to Ourselves“, die am 6. Mai 2021 bzw. 1. Juni 2021 veröffentlicht wurden.
Das Album und seine physischen Veröffentlichungen enthalten Artwork und Design, die in Zusammenarbeit mit Brian Roettinger, einem Grammy-nominierten Creative Director, erstellt wurden.
Nowhere Generation wurde am 4. Juni 2021 veröffentlicht. Zur Unterstützung des Albums startete die Band in diesem Sommer eine US-Tournee, bei der die Descendents und The Menzingers für sie eröffneten. Die Band ging 2022 auch auf zusätzliche Tourneen mit Billy Talent, The Used, Senses Fail, Pennywise und Stick to Your Guns.

## Titelliste
| Nr.          | Titel                | Musik                                                   | Länge      |
| ------------ | -------------------- | ------------------------------------------------------- | ---------- |
| 1.           | The Numbers          | Tim McIlrath, Joe Principe, Brandon Barnes & Zach Blair | 5:00       |
| 2.           | Sudden Urge          | Tim McIlrath, Joe Principe, Brandon Barnes & Zach Blair | 3:42       |
| 3.           | Nowhere Generation   | Tim McIlrath, Joe Principe, Brandon Barnes & Zach Blair | 3:53       |
| 4.           | Talking to Ourselves | Tim McIlrath, Joe Principe, Brandon Barnes & Zach Blair | 3:24       |
| 5.           | Broken Dreams Inc.   | Tim McIlrath, Joe Principe, Brandon Barnes & Zach Blair | 3:53       |
| 6.           | Forfeit              | Tim McIlrath, Joe Principe, Brandon Barnes & Zach Blair | 3:45       |
| 7.           | Monarch              | Tim McIlrath, Joe Principe, Brandon Barnes & Zach Blair | 3:32       |
| 8.           | Sounds Like          | Tim McIlrath, Joe Principe, Brandon Barnes & Zach Blair | 3:25       |
| 9.           | Sooner or Later      | Tim McIlrath, Joe Principe, Brandon Barnes & Zach Blair | 3:34       |
| 10.          | Middle of a Dream    | Tim McIlrath, Joe Principe, Brandon Barnes & Zach Blair | 3:45       |
| 11.          | Rules of Play        | Tim McIlrath, Joe Principe, Brandon Barnes & Zach Blair | 3:43       |
| Gesamtlänge: | Gesamtlänge:         | Gesamtlänge:                                            | 44 Minuten |

- Bill Stevenson – production, engineer,
- Jason Livermore – production, engineer, mixing
- Andrew Berlin – production, engineer
- Chris Beeble – production, engineer
- Ted Jensen – mastering